# Juan Soler
Juan Soler ist eine Ortschaft in Uruguay.

## Geographie
Juan Soler befindet sich auf dem Gebiet des Departamento San José in dessen Sektor 7 in der Cuchilla San José. Nächstgelegene Ansiedlungen in der Umgebung sind González im Nordwesten und die Departamento-Hauptstadt San José de Mayo im Osten. Südwestlich Juan Solers erstreckt sich die Cuchilla Pereira. In unmittelbarer Ortsnähe entspringen mehrere Flüsse. Dies sind im Nordwesten der linksseitige "Arroyo Pavón"-Nebenfluss Arroyo Tala und der Arroyo Luis Pereira, im Norden der Arroyo La Pachina und östlich bzw. südöstlich Arroyo Larriera und Arroyo Llano.

## Infrastruktur
Durch den Ort führt die Ruta 11, auf die hier die Ruta 23 trifft, sowie die Eisenbahnlinie Montevideo - San José - Colonia.

## Einwohner
Die Einwohnerzahl von Juan Soler beträgt 343 (Stand: 2011), davon 177 männliche und 166 weibliche.
| Jahr | Einwohner |
| ---- | --------- |
| 1963 | 167       |
| 1975 | 242       |
| 1985 | 240       |
| 1996 | 233       |
| 2004 | 333       |
| 2011 | 343       |

Quelle: Instituto Nacional de Estadística de Uruguay